# Pseudagrion spinithoracicum
Pseudagrion spinithoracicum – gatunek ważki z rodziny łątkowatych (Coenagrionidae).